# رومولية فينيقية
الرومولية الفينيقية (باللاتينية: Romulea phoenicia) هو أحد أنواع الرومولية من الفصيلة السوسنية.

## الموئل والانتشار
موطنها بلاد الشام.